# Damalis divisa
Damalis divisa är en tvåvingeart som beskrevs av Walker 1855. Damalis divisa ingår i släktet Damalis och familjen rovflugor. Inga underarter finns listade i Catalogue of Life.